# Юдино (Ростовская область)
Ю́дино — хутор в Родионово-Несветайском районе Ростовской области.
Входит в состав Волошинского сельского поселения.

## Население
| 2010 |
| ---- |
| 212  |

## Улицы
| - ул. Комарова, - ул. Космонавтов, - ул. Лермонтова, - ул. Нагорная, | - ул. Новоселов, - ул. Победы, - ул. Почтовая, - ул. Пушкина, | - пер. Короткий, - пер. Набережный. |

## Известные уроженцы
- Романенко, Иван Андреевич (1923—2002) — советский промышленный деятель, Герой Социалистического Труда